# Arewaszoch
Arewaszoch – wieś w Armenii, w prowincji Lorri. W 2011 roku liczyła 2515 mieszkańców.